# CAC Sabre
CAC Sabre, znan tudi kot Avon Sabre ali CA-27 je bila avstralska različica lovca North American F-86F Sabre. Letalo je proizvajalo podjetje  Commonwealth Aircraft Corporation (CAC). Avstralci so zamenjali motor General Electric J47 z turboreaktivnim Rolls-Royce Avon R.A.7, ki so ga licenčno gradili v Avstraliji. CAC Sabre je prvič poletel 3. avgusta 1953, pri Kraljevih avstralskih letalskih silah (RAAF), je ostal v uporabi do leta 1971, pri Indonezijskih silah pa do leta 1982.

## Specifikacije (Mk 32)
Podatki iz Meteor, Sabre and Mirage in Australian Service; Wilson,
Splošne karakteristike
- Posadka: 1
- Dolžina: 37 ft 6 in (11,43 m)
- Razpon kril: 37 ft 1 in (11,3 m)
- Višina: 14 ft 5 in (4,39 m)
- Površina kril: 302,3 sq ft (28,1 m²)
- Teža praznega letala: 12 000 lb (5 443 kg)
- Naložena teža: 16 000 lb (7 256 kg)
- Maks. vzletna teža: 21 210 lb (9 621 kg)
- Pogon letala: 1 × Rolls-Royce Avon turboreaktivni motor, 7 500 lbf (33,4 kN)

 Zmogljivost 
- Maks. hitrost: 700 mph (1.100 km/h) (605 vozlov)
- Doseg: 1 153 milj (1 000 nmi, 1 850 km)
- Višina leta: 52 000 ft (15 850 m)
- Hitrost vzpenjanja: 12 000 ft/min na nivoju morja (61 m/s)

Oborožitev

- Strelno orožje: 2× 30 mm ADEN topova vsak s 150 naboji
- Rakete: 24× Hispano SURA R80 80mm rakete
- Izstrelki: 2× AIM-9 Sidewinder raketi zrak-zrak
- Bombe: Do 2 400 kg tovora na štirih nosilcih